# Ióannész Tzetzész
Ióannész Tzetzész (Ἰωάννης Τζέτζης, Joánisz Dzédzisz, (1110 körül – 1180 körül) bizánci költő, nyelvész.
Konstantinápolyban született. Bár előkelő családok titkára és magántanítója volt, szegényes életet élt. Költői művei közül említendők: Iliaka és egy verses történeti munka, a Biblosz hisztoriké, melyet inkább 1000 soros fejezeteiről és így kapott címéről (Khiliadész) néven ismernek. Kora egyik legtanultabb embere volt.

## Magyarul
- Lykophrón: Alexandra. Tzetzés magyarázataival; ford., jegyz., utószó Fehér Bence; Attraktor, Máriabesnyő, 2017 (Fontes historiae antiquae) ISBN 9786155601460